# Laboratoire de géologie de Lyon : Terre, planètes, environnement
 (avril 2022).
Le Laboratoire de géologie de Lyon : Terre, planètes, environnement (LGL-TPE) - désigné aussi par le code UMR CNRS 5276 - est un laboratoire de recherche en géologie spécialisé notamment dans la compréhension de la formation de la Terre et de l’apparition de la vie. Ses locaux se trouvent sur deux campus de la ville de Lyon : le campus de La Doua et le campus Monod dans le quartier de Gerland. Il est sous les tutelles du Centre national de la recherche scientifique, de l'université Claude-Bernard-Lyon-I, de l'École normale supérieure de Lyon et de l'université Jean-Monnet-Saint-Étienne. 
Le LGL-TPE a été créé en 2011 à la suite de la fusion de deux unités mixtes de recherche : l'UMR 5125 « Paléoenvironnements et paléobiosphère » et l'UMR 5570 « Laboratoire des sciences de la Terre ». Depuis 2013 il fait également partie de l'OSU Observatoire de Lyon et partage une unité mixte de service, COMET, avec le Centre de recherche astrophysique de Lyon.
Le LGL-TPE participe au programme ExoMars de l'Agence spatiale européenne et c'est son équipe e-Planets qui a découvert Oxia Planum, le futur lieu d’atterrissage du Rover ExoMars.

## Thématiques de recherche
Les différents projets de recherche du laboratoire sont regroupés en quatre grands axes qui sont :
- Terre et planètes : origine de la Terre et des planètes, géodynamique, sismologie globale, surface planétaire et minéralogie ;
- Surface et lithosphère : formation et évolution des reliefs, flux et enregistrements sédimentaires, contrôle technique de l’érosion et de la sédimentation ;
- Biosignature et vie primitive : environnements prébiotiques, reconnaissance et caractérisation des premières traces de vie, dynamique des première biodiversifications animales, métabolisme isotopique des métaux essentiels à la vie, adaptation des micro-organismes, fonctionnement biogéochimique des environnements aquatiques primitifs extrêmes ;
- Paléoenvironnement et paléobiodiversité : interactions environnement-biosphère, impact de la température sur l'histoire de la vie, fonctionnement des océans, cycles géochimiques.

## Liste des directeurs et chercheurs associés
- 2011 - 2014 : Francis Albarède[5]
- 2014 - 2020 : Emanuela Mattioli [6]
- 2021 - En cours : Éric Debayle[7]

Autres personnalités scientifiques liées au LGL-TPE :
- Francis Albarède, géochimiste, médaille d'argent du CNRS en 1988.
- Yanick Ricard, géophysicien, médaille d'argent du CNRS en 2000[8] ;
- Janne Blichert-Toft, géochimiste, médaille d'argent du CNRS en 2012[9] ;
- Isabelle Daniel, minéralogiste, directrice de l'observatoire de Lyon de 2015 à 2022.

## Publications
Jusqu'en 2013, le laboratoire publiait la revue Documents des laboratoires de géologie de Lyon. La majorité des 170 numéros de cette revue créée en 1962 sont des monographies ou des thèses consacrées à des thématiques étudiées au laboratoire : géologie locale, paléontologie, stratigraphie, Préhistoire, sédimentologie, tectonique... Avant 1964, ces recherches étaient publiées dans les « Notes et Mémoires » d'une autre revue : les Travaux du laboratoire de géologie de la faculté des sciences de Lyon, fondée par Frédéric Roman et publiée de 1921 à 1944 (41 numéros) puis de 1954 à 1971 (15 numéros). Lorsque la publication des Travaux fût stoppée, les Documents héritèrent de sa partie « Mémoires » et la revue internationale Geobios, de sa partie « Notes ». 
La plupart des numéros de ces revues sont aujourd'hui disponibles sur le portail Persée,.